# Альстранд, Линне
Ли́нне На́нетт А́льстранд (англ. Linne Nanette Ahlstrand; 1 июля 1936 года, Чикаго, Иллинойс, США — 18 января 1967 года, Пасадина, Калифорния, США) — американская фотомодель и актриса.
Она стала девушкой месяца журнала Playboy в июле 1958 года. После съёмок в журнале Альстранд продолжала карьеру фотомодели, также начала сниматься в кино.
7 сентября 1965 года вышла замуж.
Скончалась 18 января 1967 года после долгой борьбы с раком. Ей было 30 лет.

## Фильмография
| Год       |   | Русское название             | Оригинальное название   | Роль      |
| --------- | - | ---------------------------- | ----------------------- | --------- |
| 1957—1959 | с | Дорожный патруль             | Highway Patrol          | диспетчер |
| 1958      | ф | Выпускной                    | Senior Prom             |           |
| 1959      | ф | Чудовище из Проклятой пещеры | Beast from Haunted Cave | Натали    |
| 1959      | с | Джонни Стаккато              | Johnny Staccato         | Анона     |
| 1959      | ф | Каникулы для влюблённых      | Holiday for Lovers      |           |
| 1961      | ф | Живая Венера                 | Living Venus            | Дайан     |